# Omar Marmoush
Omar Khaled Mohamed Marmoush (arabisch عمر خالد محمد مرموش, DMG ʿUmar Ḫālid Muḥammad Marmūš; * 7. Februar 1999 in Kairo) ist ein ägyptischer Fußballspieler, der auch die kanadische Staatsbürgerschaft besitzt. Der Stürmer steht seit Januar 2025 bei Manchester City unter Vertrag und ist ägyptischer Nationalspieler.

## Karriere

### Verein
Marmoush spielte bis zum Alter von 18 Jahren beim ägyptischen Erstligisten Wadi Degla, für den er 16 Ligaspiele (2 Tore) absolvierte. Im Sommer 2017 wurde er vom deutschen Bundesligisten VfL Wolfsburg verpflichtet und mit einem bis Juni 2020 laufenden Vertrag ausgestattet. Aufgrund seiner Profierfahrung wurde der Stürmer gleich in der Regionalligamannschaft eingesetzt, spielte aber auch noch dreimal für die A-Junioren des Vereins. Im Frühjahr 2019 nahm er mit der Wolfsburger U23 als Nordmeister an der Relegation zur 3. Liga teil, in der man am Meister der Regionalliga Bayern, dem FC Bayern München II, scheiterte.
Bis zur aufgrund der COVID-19-Pandemie angeordneten Saisonpause kam der Ägypter in der Saison 2019/20 bis März 2020 auf 9 Tore sowie 2 Vorlagen in 15 Viertligaspielen. Der Wolfsburger Cheftrainer Oliver Glasner nominierte ihn zweimal für den Kader der ersten Mannschaft, beim 4:1-Auswärtssieg in Leverkusen am 28. Spieltag debütierte Marmoush dann nach einer Einwechslung in der Schlussphase für die Wölfe. Seit Mohamed Zidan im Januar 2005 erstmals für Werder Bremen aktiv gewesen war, hatte bis zu diesem Zeitpunkt kein Ägypter mehr in der höchsten deutschen Spielklasse debütiert. In der Folge kam der Angreifer zu weiteren Kurzeinsätzen und erhielt kurz vor Ablauf der Spielzeit eine Vertragsverlängerung bis Juni 2023.
Nachdem Marmoush an den ersten 14 Spieltagen der Saison 2020/21 in der Liga lediglich einmal eingewechselt worden war, wechselte er Anfang Januar 2021 bis zum Saisonende auf Leihbasis in die 2. Bundesliga zum abstiegsgefährdeten FC St. Pauli. Der Offensivspieler kam unter dem Cheftrainer Timo Schultz 21-mal in der Liga zum Einsatz, stand davon 19-mal in der Startelf und erzielte 7 Tore. Auch dank seiner Leistungen wurde der FC St. Pauli das viertbeste Rückrundenteam und schloss die Saison im gesicherten Mittelfeld ab.
Zur Saison 2021/22 kehrte Marmoush zum VfL Wolfsburg zurück. Er kam unter dem neuen Cheftrainer Mark van Bommel zu zwei Einwechslungen in der Liga und wechselte vor dem vierten Spieltag bis zum Saisonende auf Leihbasis zum Ligakonkurrenten VfB Stuttgart. Nach 21 Bundesligaeinsätzen mit 3 Toren für die Schwaben kehrte Marmoush zur Spielzeit 2022/23 nach Wolfsburg zurück. Unter dem neuen Trainer Niko Kovač kam er in der Saison in fast jedem Spiel zum Einsatz, wobei er stets zwischen Startelf und Einwechslung pendelte. Trotz „offener und ehrlicher Gespräche“ konnte keine Einigung über eine Vertragsverlängerung erzielt werden, somit verließ Marmoush den Verein mit seinem Vertragsende zum Saisonende.
Zur Saison 2023/24 wechselte Marmoush innerhalb der Bundesliga zu Eintracht Frankfurt. Er unterschrieb in der Mainmetropole einen bis 2027 laufenden Vertrag. In seiner ersten Saison erzielte er unter Dino Toppmöller in 29 Bundesligaspielen 12 Tore. Zudem markierte er in 7 Conference-League-Spielen 4 Tore und in drei Pokalspielen ein Tor. In der Hinrunde der Saison 2024/25 erzielte Marmoush in 17 Spielen 15 Tore. Damit löste er Theofanis Gekas (14 Tore in der Saison 2010/11) als besten Hinrundentorschützen der vereinseigenen Bundesligageschichte ab und rangierte in der Torschützenliste hinter Harry Kane (16) auf dem 2. Platz. In der Europa League traf der Ägypter zudem in sechs Spielen viermal und im DFB-Pokal in drei Spielen einmal.
Ende Januar 2025 wechselte Marmoush in die Premier League zu Manchester City. Er unterschrieb beim amtierenden englischen Meister einen Vertrag bis zum 30. Juni 2029. In seinem dritten Ligaspiel erzielte der Ägypter bei einem 4:0-Sieg gegen Newcastle United einen lupenreinen Hattrick.

### Nationalmannschaft
Marmoush absolvierte sechs Länderspiele für ägyptische Nachwuchsnationalmannschaften. Im Oktober 2021 wurde er für die Qualifikation für die Weltmeisterschaft 2022 erstmals in die A-Nationalmannschaft berufen. Beim Afrika-Cup 2022 erreichte er mit seiner Mannschaft das Finale, das man im Elfmeterschießen gegen den Senegal verlor.

## Titel und Auszeichnungen
Titel
- Meister der Regionalliga Nord: 2019 (VfL Wolfsburg II)

Persönliche Auszeichnungen
- Rookie des Monats der Bundesliga: September 2021
- Spieler des Monats der Fußball-Bundesliga (2): September 2024, November 2024
- Einstufung als Weltklasse in der Rangliste des deutschen Fußballs: Winter 2024/25

## Persönliches
Marmoushs Eltern lebten sechs Jahre in Kanada, weshalb er auch die kanadische Staatsbürgerschaft besitzt. Marmoush war einige Male in Ottawa, wuchs aber in Ägypten auf.